# 東福生站
東福生站（日语：／ Higashi-Fussa eki */?）是一個位於東京都福生市武藏野台一丁目，屬於東日本旅客鐵道（JR東日本）八高線的鐵路車站。

## 車站結構
島式月台1面2線的地面車站。兼用作行人天橋的自由通道設於跨站式站房。

### 月台配置
| 月台 | 路線            | 方向 | 目的地                 | 備註                   |
| ---- | --------------- | ---- | ---------------------- | ---------------------- |
| 1    | ■八高線、川越線 | 下行 | 高麗川、高崎、川越方向 | 高崎方向需在高麗川轉乘 |
| 2    | ■八高線         | 上行 | 拜島、八王子方向       |                        |

（來源：JR東日本:車站構內圖 （页面存档备份，存于））
- 實際川越線的導覽在川越以東使用綠色（■）。

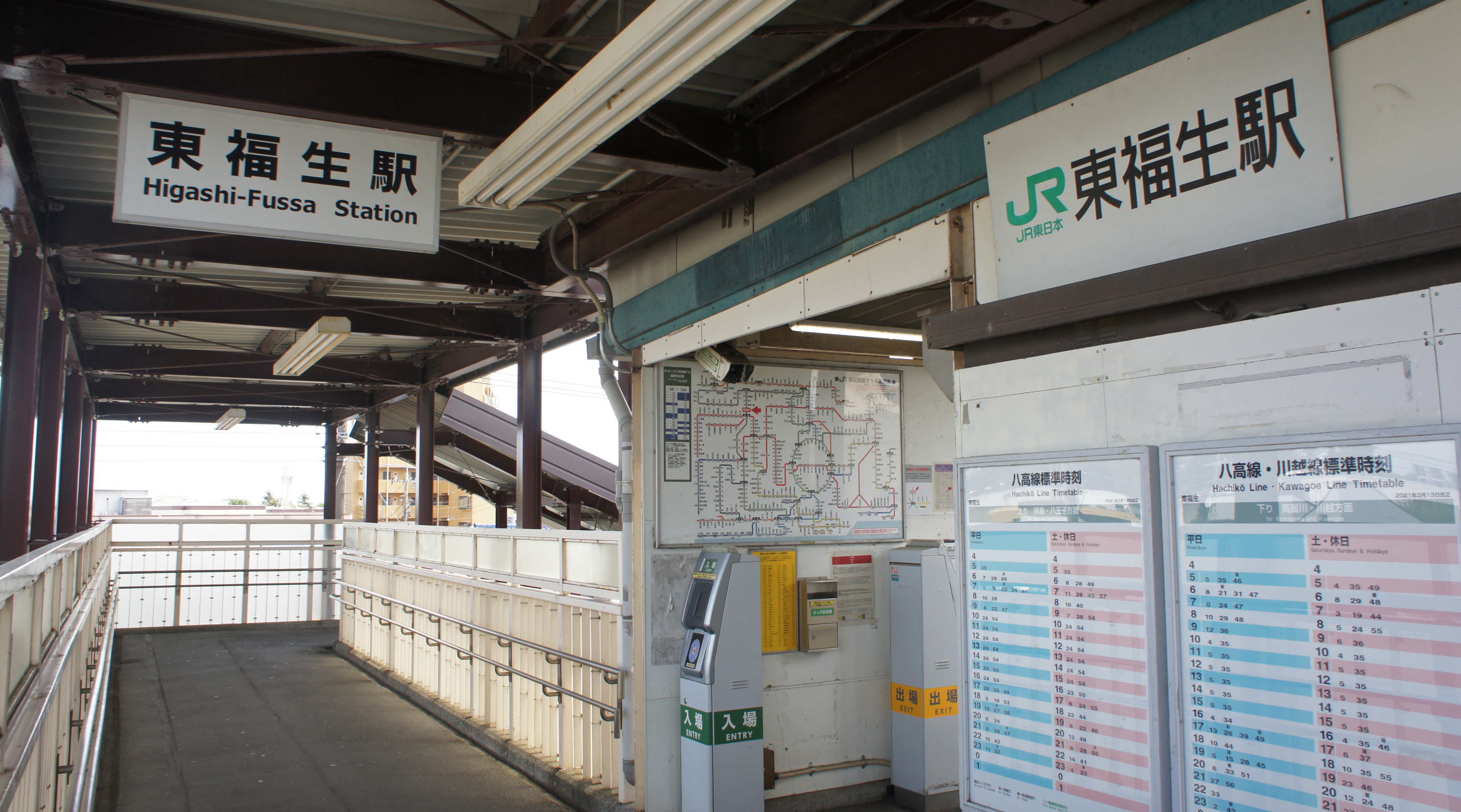
閘口（2021年4月）
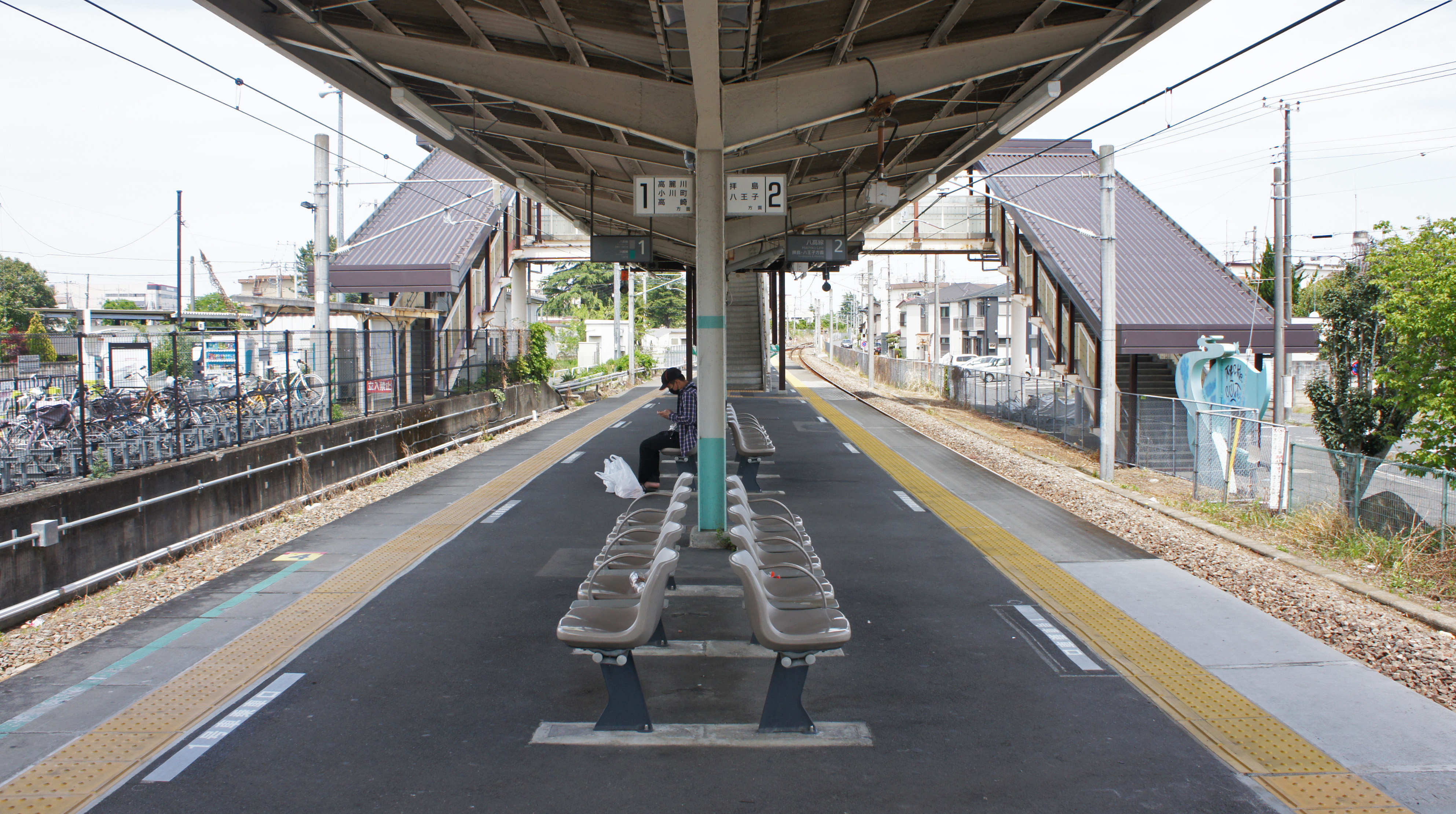
月台（2021年4月）

## 使用情況
2010年度的1日平均上車人次為1,422人。近年的推移如下表。
| 年度               | JR東日本 |
| ------------------ | -------- |
| 1992年（平成04年） | 490      |
| 1993年（平成05年） | 630      |
| 1994年（平成06年） | 652      |
| 1995年（平成07年） | 637      |
| 1996年（平成08年） | 668      |
| 1997年（平成09年） | 708      |
| 1998年（平成10年） | 797      |
| 1999年（平成11年） | 849      |
| 2000年（平成12年） | 827      |
| 2001年（平成13年） | 836      |
| 2002年（平成14年） | 964      |
| 2003年（平成15年） | 1,134    |
| 2004年（平成16年） | 1,249    |
| 2005年（平成17年） | 1,244    |
| 2006年（平成18年） | 1,241    |
| 2007年（平成19年） | 1,249    |
| 2008年（平成20年） | 1,348    |
| 2009年（平成21年） | 1,384    |
| 2010年（平成22年） | 1,422    |

## 相鄰車站
東日本旅客鐵道（JR東日本）
■八高線
拜島－東福生－箱根崎

## 外部連結
- 車站資訊（東福生）：東日本旅客鐵道